# Studio Gokumi
Studio Gokumi Co., Ltd. (株式会社Studio五組, Kabushiki-gaisha Sutaijo Gokumi) é um estúdio de animação japonês fundado por ex-membros do Gonzo.

## História
O Studio Gokumi, que significa literalmente "Studio Group 5", foi fundado em maio de 2010 depois que os membros do Studio Numero 5 da Gonzo deixaram a empresa para começar uma nova empresa por conta própria. O estúdio número 5 foi responsável na Gonzo pelas séries de anime Strike Witches e Saki A primeira produção do Studio Gokumi foi um vídeo de animação original para Koe de Oshigoto! no final de 2010. Na primavera de 2011, A Channel  estreou como a primeira série de anime para o estúdio. A produção de Saki foi assumida pelo Studio Gokumi para segunda temporada Saki: Achiga-hen, que foi ao ar de 9 de abril ate 2 de julho de 2012.

## Séries de TV
- A Channel (2011)
- Saki (mangá) (2012-2013)
- Kono Naka ni Hitori, Imouto ga Iru! (2012)
- Oda Nobuna no Yabou (2012) co-produção com Madhouse
- The Severing Crime Edge (2013)
- Kin-iro Mosaic (2013)
- Saki:The Nationals (2014)
- Atelier Escha & Logy: Alchemists of the Dusk Sky (2014)
- Yūki Yūna wa Yūsha de Aru (2014)
- Hello!! Kin-iro Mosaic (2015)
- Lance N' Masques (2015)
- Pandora in the Crimson Shell: Ghost Urn (2016) co-produção com AXsiZ
- Seiren (2017) co-produção com AXsiZ
- Tsuredure Children (2017)
- Yūki Yūna wa Yūsha de Aru  Washio Sumi Chapter(2017)
- Yūki Yūna wa Yūsha de Aru:Hero Chapter (2017-2019)
- Ms. Koizumi Loves Ramen Noodles (2018) co-produção com AXsiZ
- Toji no Miko (2018)
- Ms. Vampire Who Lives in My Neighborhood (2018) co-produção com AXsiZ
- Endro! (2019)
- Murenase! Seton Gakuen (2020)
- Maesetsu! (2020) co-produção com AXsiZ
- World's End Harem (2021) co-produção com AXsiZ

## OVAs
- Koe de Oshigoto! (2010-2011)
- A Channel+smile (2012-2017)
- Saki Biyori (2015)
- Kin-iro Mosaic: Pretty Days (2016) co-produção com AXsiZ

## Filmes
- Pandora in the Crimson Shell: Ghost Urn (2015) co-produção com AXsiZ
- Yūki Yūna wa Yūsha de Aru:Washio Sumi Chapter (2017)
- Laidbackers (2019)[5]
- Kin-iro Mosaic: Thank You!! (2021) co-produção com AXsiZ